# Иглика (филм)
Иглика е българска телевизионна новела (психологическа драма) от 1976 година по сценарий на Венелин Пенков. Режисьор е Георги Радомиров, а оператор Валентин Русев.
Филмът е реализиран по едноименния разказ на Елин Пелин.

## Актьорски състав
| В главните роли | Изпълнител        |
| --------------- | ----------------- |
| Иглика          | Мадлен Чолакова   |
| горският        | Георги Стефанов   |
| дядо Мартин     | Андрей Медникаров |